# Pont Hodariyat
Le pont Hodariyat est un pont suspendu situé à Abou Dabi, capitale des Émirats arabes unis. Il relie le centre historique de la ville situé sur l'île d'Abou Dabi à l'île inhabitée et non urbanisée d'Al Hudayriat.